# Borommatrailokkanat
Borommatrailokkanat (tiếng Thái: บรมไตรโลกนาถ, phát âm [bɔ̄ː.rōm.mā.trāj.lôːk.kā.nâːt], tiếng Phạn: Brahmatrailokanātha) hay còn gọi là vua Trailok (1431 – 1488) là vị Quốc vương thứ 8 của Vương quốc Ayutthaya trong lịch sử Thái Lan. Triều đại của ông kéo dài 40 năm từ 1448 đến 1488.
Được biết đến rộng rãi với danh hiệu Bạch Tượng vương (tiếng Thái: พระเจ้าช้างเผือก), Trailok cũng chính là vị vua Thái Lan đầu tiên sở hữu một "con voi cao quý" hoặc voi trắng, một điềm báo cho "dấu hiệu vinh quang và hạnh phúc" theo tín ngưỡng Phật giáo. Triều đại của ông cũng được biết đến với những cải cách lớn đối với bộ máy quan liêu của Thái Lan và một chiến dịch thành công chống lại Vương quốc Lan Na ở phía bắc. Ông được tôn kính như một trong những vị vua vĩ đại nhất của Thái Lan.

## Vua của Sukhothai
Hoàng tử Ramesuan chào đời năm 1431 dưới thời vua cha Borommaracha II hay vua Chao Sam Phraya.  Một số sử gia cho rằng mẹ của ông là công chúa của Vương quốc Sukhothai, con gái vua Sai Lue Thai. Tuy nhiên, theo nhà sử học Michael Vickery, điều này không thể xác minh được trong các nguồn tư liệu và có thể là do đọc sai hoặc hiểu sai cách diễn đạt của biên niên sử (thực tế biên niên sử chỉ ghi nhận Borommaracha II có lấy công chúa Sukhothai song không rõ họ có con với nhau hay không.
Dù thế nào đi nữa, Ramesuan cũng chào đời vào thời điểm Vương quốc Sukhothai ngày càng lệ thuộc vào bá quyền của Vương quốc Ayutthaya. Khi vua Maha Thammaracha IV (Borommapan) của Sukhothai băng hà năm 1438, Borommaracha II của Ayutthaya liền cho sáp nhập Sukhothai vào Ayutthaya bằng cách cử con trai mình - Thái tử 7 tuổi Prince Ramesuan, giữ chức Phó vương (uparaja) đóng tại Sukhothai. Khi Ramesuan được 15 tuổi, nhà vua đã cử ông đến Phitsanulok (thủ đô của Sukhothai từ năm 1430) để cai trị các vùng lãnh thổ trước đây của Sukhothai, hiện được gọi là "Bắc thành" (Mueang Nuea) và tăng cường quyền kiểm soát của gia đình cầm quyền đối với thần dân nơi này.
Borommaracha II qua đời năm 1448, và Hoàng tử Ramesuan lên ngôi trở thành vua Borommatrailokkanat của Ayutthaya.

## Vua của Ayutthaya

### Cải cách bộ máy hành chính
Vua Borommatrailokkanat – Trailok trị vì từ năm 1448 đến năm 1488 đã có nhiều đóng góp cả về văn sự lẫn vũ bị cho Ayutthaya, góp công lớn giúp Ayuthaya trở nên một liệt cường trong vùng Đông Nam Á bấy giờ.
Trước khi ông lên ngôi, Ayutthaya chỉ là tập hợp rời rạc các mường cùng tiểu quốc hạt nhân. Các thành chủ tương tự như những ông vua con ở trên lãnh địa của mình, đôi khi họ còn có thực quyền hơn cả vua, điển hình chính là từ các cuộc đảo chính thay ngôi giữa 2 hoàng tộc U Thong và Suphanaphum hay như sự biến cầu Pa Thai năm xưa. Để giải quyết vấn nạn ấy, năm 1463 vua Trailok đã cải tổ hệ thống hành chính, dẹp bỏ chế độ Luk Luang – Lan Luang trước đây và thay bằng 3 cấp hình chính tương ứng theo mô hình các đường tròn đồng tâm, gồm nội thành, ngoại trấn và phiên trấn. Trong đó, Nội thành gồm 1 loạt các tỉnh quan trọng như Ratchaburi, Nakhon Sawan, Nakhon Nayok, Chachoengsao, Prachinburi... Những nơi này sẽ do các hoàng thân quốc thích hoặc thân tín tin cậy của nhà vua đi cai quản, song thẩm quyền cai trị tuyệt đối vẫn nằm trong tay nhà vua.
Đối lập Nội thành là Ngoại Trấn tức các thành bang bị Ayutthaya thôn tính như Phitsanulok, Sukhothai cùng 1 số thành khác như Dawei/Dwe, Nakhon Ratchasima... Những nơi này đều gần như là các tiểu quốc phụ thuộc, vua Ayutthaya sẽ cử quý tộc tới đây làm phó vương Upparaja và thiết lập hệ thống ban bệ, cơ quan triều đình tương tự quốc đô Ayutthaya nhưng ở quy mô nhỏ hơn.
Nằm ngoài cùng của mô hình đường tròn chính là Phiên trấn gồm các lãnh thổ ngoài rìa hay mới bị Ayutthaya chinh phục. Và để quản lý các nơi này, triều đình Ayutthaya cử bọn Tổng đốc Tuần phủ tới cai trị và định kỳ dâng nộp cống phẩm địa phương; khi có chiến tranh thì huy động nhân, vật lực tại trấn để chiến đấu dưới ngọn cờ của triều đình.
Song hành với việc tái tổ chức hệ thống hành chánh các cấp, vua Trailok cũng cho phân định thứ hạng các thành bang thuộc mandala Ayutthaya thành tất cả 6 hạng khác nhau và phân biệt giao cho những người giữ chức vụ, cấp bậc riêng biệt cai trị.
- Hạng nhất gồm 8 thành, trong đó nổi bật là Phitsanulok cùng Nakhon Si Thammarat, và được cai trị bởi các Công tước – Chao Phraya.
- Các thành hạng 2 thì được giao cho các Hầu tước Phraya
- Các thành hạng 3 thì khoán cho Bá tước Phra
- Tử tước Luang thì phái đi quản lý các thành cấp 4.
- Cuối cùng các thành hạng 5, 6 thì lần lượt được phó thác cho Nam tước – Khun và Tòng nam tước – Muen.

### Cải cách bộ máy quan liêu
Năm 1454, vua Trailok cũng đã tiến hành cải tổ xã hội Ayutthaya theo con đường phong kiến khi cho thiết lập hệ thống cấp bậc xã hội được tính dựa theo số đất mà cá nhân mỗi người sở hữu. Đó gọi là Chế độ Sakdina. Chế độ này có phần giống với quân điền thời Bắc Nguỵ ở Trung Hoa. Nó quy định số đất tối đa mà mỗi cá nhân trong vương quốc sẽ sở hữu dựa vào đẳng cấp của họ. Ứng với đơn vị đo cơ bản là rai (1 rai tương đương 0.16 hecta), từ giai cấp nông nô chỉ được 5 rai, bình dân được 20 rai, tăng lữ – thầy tu thì cho hưởng 600 rai. Quý tộc thì tùy theo tước vị mà tính, càng lên cao được càng nhiều. Theo Đạo luật Tam Ấn thời Rattanakosin thì tước hiệu Chao Phaya Chakri được sở hữu 10,000 rai đất còn Phó vương Maha Uparaja được ban cho tận 100,000 rai.
Việc chia diện tích đất sở hữu dựa theo thứ bậc xã hội của vua Trailok cũng mở ra khái niệm về quyền và nghĩa vụ của người được nhận đất đối với kẻ ban đất cho họ (vua). Quý tộc có nghĩa vụ phục vụ, đóng góp quân đội cho nhà vua khi được huy động, còn dân đen – Phrai cũng phải đi lính hoặc làm lao dịch mỗi năm 6 tháng cho nhà nước.
Bản thân giai cấp dân thường - Phrai cũng được chia làm nhiều hạng khác nhau: Phrai Luang – Dân tự do, Phrai Som – Nông nô và Dân cống nạp tức người ngoại tộc ở rìa vương quốc. Trong 3 hạng thì vì Phrai Luang thuộc quyền quản lý trực tiếp của vua nên sẽ phải đi lao dịch trực tiếp hoặc phải nộp tiền để chuộcc. Còn hạng nông nô Phrai Som chỉ cần phục vụ hoàng triều 1 tháng còn 11 tháng còn lại thì đi làm tôi đòi cho các quý tộc (hoặc trả tiền để quý tộc mướn người khác). Có 1 điểm đáng chú ý là trường hợp người được ban thái ấp qua đời thì dân chúng, điền thổ của thái ấp ấy sẽ phải trả về cho triều đình, trừ khi con trai của ông ta được nhà vua ban đặc ân kế thừa điền thổ của cha già quá cố.
Ngoài nội xong rồi thì tới trong triều, vua Trailok cũng tiến hành cải tổ cơ cấu chính quyền. Trước đây khi lập quốc, vua U Thong đã lập ra Tứ bộ là Nội vụ, Tôn nhân, Tài chính cùng Nông nghiệp, giờ đây vua Trailok bổ subg thêm Nội phủ cùng Bộ quốc phòng cho nó đủ Lục bộ. Việc này cũng phân chia các quan thành hai ban văn võ. Để quản lý sự vụ 1 cách hiệu quả, vua Trailok đã cho lập 2 tể tướng đứng đầu hai ban để xử lý các công viện quân sự cùng dân chính. Với Samuha Kalahom – Tổng trấn Nam thành là chỉ huy quân sự của khu vực miền nam Thái với tước hiệu là Quận công (Chao Phraya) Senapatee Viriyabhakdibodin kiêm luôn Thượng thư Bộ Quốc phòng. Vị còn lại là Tổng trấn Bắc thành Samu Nayok với tước hiệu Quận công (Chao Phraya) Chakri Ongkharak kiêm trưởng quan đảm nhận trách nhiệm giải quyết toàn bộ việc dân chính của Ayutthaya. Hệ thống này gọi là Chatusadom.
Vua Trailok lại cho ban hành bộ luật lệ vào năm 1458 với nội dung gói gọn trong 3 điều là ghi chép về các nghi thức hoàng gia, quy định về các vị trí trong bộ máy chính quyền cùng việc nhấn mạnh chiếu chỉ hoàng gia là quy định dành cho triều đình.
Ở phương diện văn hoá, vào năm 1482, vua Trailok tiến hành gặp gỡ các quan trong Hàn lâm viện và lệnh cho bọn này biên soạn tác phẩm Mahachat Kham Luang, nói về 1 vài sự kiện trong đời Đức Phật.

### Chiến tranh với Lan Na
Ngoài văn nghiệp thì Trailok cũng tạo nên võ công cho riêng mình, bằng cuộc chiến với Lan Na – Bắc Thái kéo dài từ năm 1441 tới năm 1474. Trước đây năm 1441, Hoàng tử Lan Na là Tilokaraj đánh đuổi phụ vương để chiếm lấy chiếc ngai vàng. Em trai của Tilokaraj là Thao Choi đã kêu gọi quân Ayutthaya vào hỏi tội người anh bất hiếu. Từ đó trở đi, tiên vương Borommaracha II đã không ít lần ra quân tiến đánh Lan Na nhưng đều thất bại ê chề. Quan hệ giữa 2 cường quốc người Thái này vẫn tiếp tục căng thẳng và chỉ chờ ngày tiếp tục chiến tranh mà thôi.
Ngày ấy sau cùng cũng đến vào năm 1451. Bấy giờ thành chủ Sawankhalok (bắc bộ tỉnh Sukhothai ngày nay) là Yutthitthira bất ngờ phản lại vua Trailok để quy hàng Lan Na. Có được Sawankhalok vẫn chưa lấp đầy túi tham của Lan Na vương, nên ngài lại cử binh tới vây luôn cả Chaliang (quận Si Satchanalai – cực bắc của tỉnh Sukhothai) song bị quân Ayutthaya phản kích cho phải rút lui trong đêm.
Thực tế, Yutthitthira với vua Trailok là bạn thân từ thuở nhỏ, và Trailok từng hứa là sau khi có được thiên hạ sẽ cho Yutthitthira làm Phó vương cai trị Sukhothai. Nhưng sau này nhà vua đã nuốt lời và chỉ cho Yutthitthira làm Tổng đốc Phichit (cách Bangkok khoảng 330 cây số về phía bắc). Mất niềm tin, Yutthitthira phải quay sang nhờ Lan Na để có thể thực hiện ý đồ làm vua Sukhothai của mình.
Sau thắng lợi ở Chaliang năm 1452, Ayutthaya thừa thế phản công tiến chiếm quốc đô Chiang Mai của Lan Na. Vừa hay lúc này một quốc gia người Thái khác ở hữu ngạn sông Mekong là Lan Xang cũng muốn nhảy vào cuộc thư hùng này. Nhận thấy nếu Ayutthaya chiếm xong Lan Na thì mình sẽ là con mồi tiếp theo, nên Lan Xang đã cử binh tới giúp Lan Na cùng nhau đánh hội đồng, cuối cùng buộc Ayutthaya phải lui binh khỏi Chiang Mai.
Sang năm 1456, Yutthitthira ở Sawankhalok lại liên hợp với Lan Na cùng ra quân đánh chiếm Sukhothai rồi nam hạ nhắm vào Ayuthaya. Kế hoạch trên bị chặn đứng bởi Trailok. Dù thắng trận nhưng vì lo ngại quân Lan Na quay lại, vua Trailok tạm dời đô từ Ayutthaya tới Phitsanulok ở miền bắc để tiện việc điều động binh mã.
Ayutthaya tái chiếm đất cũ Sukhothai được ít lâu thì qua năm 1459, người Lanna lại tái thu phục Sawankhalok. Tiếp đó Ayutthaya lợi dụng khi Lan Na đang đánh nhau với 1 nhóm Người Shan để ra quân tái chiếm tỉnh Phrae ở bắc Thái. Sau đó hai nước hòa hoãn một thời gian vì Trailok thọ giới Phật giáo tại chùa Wat Chulamani ở Phitsanulok với sự hỗ trợ từ các tăng lữ do Lan Na gửi tới. Song chiến tranh lại tiếp tục vào năm 1463, với việc Lan Na tấn công Sakangburi của Ayutthaya buộc vua Trailok phải cho con trai thứ là hoàng tử Intharacha mang quân đi nghênh chiến kẻ thù. Hoàng tử Intharacha ban đầu đã thành công khi đánh bại Yutthitthira. Thừa thắng tiến lên, ông ta lại giao chiến với chủ lực quân Lan Na do Hoàng thúc Nagara chỉ huy tại đồi Doi Ba ở ngoại ô Chiang Mai. 1 trận kịch chiến xảy ra sau đó, cuối cùng thì hoàng tử Intharacha tử trận sau khi bị trúng đạn từ phía Lan Na.
Vào năm 1474, Ayutthaya xua quân tiến chiếm Chienjuen của Lan Na và giết quan Tổng đốc nơi này, buộc Lan Na phải cho quân tái chiếm lại thành. Năm sau vì đấu đá nội bộ trong nước xảy ra nên vua Tilokaraj phải cầu hoà với Ayutthaya, kết thúc cuộc chiến kéo dài hơn 30 năm ròng.
Hòa bình được 20 năm thì Ayutthaya với Lan Na lại đánh nhau nữa. Hậu quả của cuộc chiến này đem tới chính là sự suy yếu của cả Lan Na cùng Ayutthaya, tạo cơ hội cho Đế quốc Toungoo của người Miến nam hạ khuất phục cả Thai tộc trong 1 thời gian.
Ngoài cuộc chiến trường kỳ với Lan Na thì Trailok cũng đánh nhau với người Mã Lai ở phía nam. Năm 1455, Trailok đã cho quân tiến đánh Hồi quốc Malacca với ý đồ thôn tính nước này, vì người Thái không thấy an tâm khi có 1 quốc gia người Hồi ở ngay sát bên cạnh, nhưng cuộc xâm lược đã thất bại.

## Qua đời
Sinh thời vua Trailok có cả thảy 3 hoàng tử, trong đó Hoàng tử Intracha đã tử trận trong cuộc chiến với Lan Na hồi năm 1463. Chỉ còn lại Hoàng cả Borommarachathirat III (1462 - 1491) cùng Hoàng út Chettathirat (1472/1473-1529). Vua Trailok đã bỏ qua con cả Borommaracha mà cho cậu út Chettathirat làm Phó vương Sukhothai, tương đương ngôi Hoàng thái tử. Nhưng rồi vì phải đánh nhau trường kỳ với người Lan Na nên Trailok ở luôn Phitsanulok tại miền bắc, mà cho Borommaracha ở lại Ayuthaya làm Giám quốc. Bởi lẽ ấy mà khi vua cha qua đời năm 1488, Borommaracha III lấy tư cách giám quốc mà đăng cơ làm vua, sau đó dời đô từ Phitsanulok về lại Ayutthaya như cũ. Còn cậu em Chettathirat tuy là thái tử chân chính nhưng lại vì tránh ra mặt đánh nhau với huynh trưởng, đành tiếp tục làm Phó vương Sukhothai. Điều này đã dẫn đến cục diện Nam Bắc triều kéo dài 4 năm với Borommaracha III cai trị ở Ayutthaya còn Chettathirat cai trị tại Sukhothai.

## Tổ tiên
| \| \| \| \| \| \| \| \| \| \| \| 8. Vua Borommaracha= I của Ayutthaya \| \| \| \| \| \| \| \| \| \| \| \| \| \| \| \| \| \| \| \| \| \| \| \| \| \| \| \| \| \| \| \| \| \| \| \| \| \| \| \| \| \| \| \| \| \| \| \| \| \| \| 4. VuaIntharacha của Ayutthaya \| \| \| \| \| \| \| \| \| \| \| \| \| \| \| \| \| \| \| \| \| \| \| \| \| \| \| \| \| \| \| \| \| \| \| \| \| \| \| \| \| \| \| \| \| \| \| \| \| \| \| \| \| \| \| \| \| \| \| \| \| \| \| \| \| \| \| \| \| \| \| \| \| \| \| \| \| \| \| \| \| \| \| \| \| \| \| \| \| \| \| \| \| \| \| \| \| \| \| \| \| \| \| \| \| \| \| \| \| \| \| \| \| \| \| \| \| \| \| \| 2. Vua Borommarachathirat II của Ayutthaya \| \| \| \| \| \| \| \| \| \| \| \| \| \| \| \| \| \| \| \| \| \| \| \| \| \| \| \| \| \| \| \| \| \| \| \| \| \| \| \| \| \| \| \| \| \| \| \| \| \| \| \| \| \| \| \| \| \| \| \| 10. (=12.) Vua Maha Thammaracha I của Sukhothai \| \| \| \| \| \| \| \| \| \| \| \| \| \| \| \| \| \| \| \| \| \| \| \| \| \| \| \| \| \| \| \| \| \| \| \| \| \| \| \| \| \| \| \| \| \| \| \| \| \| \| \| \| \| \| \| \| \| \| \| \| \| \| \| \| \| \| \| \| \| \| \| \| \| \| \| \| \| \| \| \| \| \| \| \| \| \| \| \| \| \| \| \| \| \| \| \| \| \| \| \| \| \| \| \| \| \| \| \| \| \| \| \| \| \| \| \| \| \| \| \| \| \| \| \| \| \| \| \| \| \| \| \| \| \| \| \| \| \| \| \| \| \| \| \| \| \| \| \| \| \| \| \| \| \| \| \| \| \| \| \| \| \| \| \| \| \| \| \| \| \| \| \| \| \| \| \| \| \| \| 1. Vua Borommatrailokkanat của Ayutthaya \| \| \| \| \| \| \| \| \| \| \| \| \| \| \| \| \| \| \| \| \| \| \| \| \| \| \| \| \| \| \| \| \| \| \| \| \| \| \| \| \| \| \| \| \| \| \| \| \| \| \| \| \| \| \| \| \| \| \| \| 12. (=10.) VuaMaha Thammaracha I của Sukhothai \| \| \| \| \| \| \| \| \| \| \| \| \| \| \| \| \| \| \| \| \| \| \| \| \| \| \| \| \| \| \| \| \| \| \| \| \| \| \| \| \| \| \| \| \| \| \| \| \| \| \| \| \| \| \| \| \| \| \| \| 6. Vua Maha Thammaracha II của Sukhothai \| \| \| \| \| \| \| \| \| \| \| \| \| \| \| \| \| \| \| \| \| \| \| \| \| \| \| \| \| \| \| \| \| \| \| \| \| \| \| \| \| \| \| \| \| \| \| \| \| \| \| \| \| \| \| \| \| \| \| \| 13. Si Thammaratchamada \| \| \| \| \| \| \| \| \| \| \| \| \| \| \| \| \| \| \| \| \| \| \| \| \| \| \| \| \| \| \| \| \| \| \| \| \| \| \| \| \| \| \| \| \| \| \| \| \| \| \| \| \| \| \| \| \| \| \| \| \| \| \| \| \| \| \| \| \| \| \| \| \| \| \| \| \| \| \| \| \| \| \| \| \| \| \| \| \| \| \| \| \| \| \| \| \| \| \| \| \| \| \| |                                                 |  |  |  |  |  |  |  |  |                                      |  |  |  |
| |                                                 |  |  |  |  |  |  |  |  | 8. Vua Borommaracha= I của Ayutthaya |  |  |  |
| |                                                 |  |  |  |  |  |  |  |  |                                      |  |  |  |
| |                                                 |  |  |  |  |  |  |  |  |                                      |  |  |  |
| |                                                 |  |  |  |  |  |  |  |  |                                      |  |  |  |
| | 4. VuaIntharacha của Ayutthaya                  |  |  |  |  |  |  |  |  |                                      |  |  |  |
| |                                                 |  |  |  |  |  |  |  |  |                                      |  |  |  |
| |                                                 |  |  |  |  |  |  |  |  |                                      |  |  |  |
| |                                                 |  |  |  |  |  |  |  |  |                                      |  |  |  |
| |                                                 |  |  |  |  |  |  |  |  |                                      |  |  |  |
| |                                                 |  |  |  |  |  |  |  |  |                                      |  |  |  |
| |                                                 |  |  |  |  |  |  |  |  |                                      |  |  |  |
| |                                                 |  |  |  |  |  |  |  |  |                                      |  |  |  |
| | 2. Vua Borommarachathirat II của Ayutthaya      |  |  |  |  |  |  |  |  |                                      |  |  |  |
| |                                                 |  |  |  |  |  |  |  |  |                                      |  |  |  |
| |                                                 |  |  |  |  |  |  |  |  |                                      |  |  |  |
| |                                                 |  |  |  |  |  |  |  |  |                                      |  |  |  |
| | 10. (=12.) Vua Maha Thammaracha I của Sukhothai |  |  |  |  |  |  |  |  |                                      |  |  |  |
| |                                                 |  |  |  |  |  |  |  |  |                                      |  |  |  |
| |                                                 |  |  |  |  |  |  |  |  |                                      |  |  |  |
| |                                                 |  |  |  |  |  |  |  |  |                                      |  |  |  |
| |                                                 |  |  |  |  |  |  |  |  |                                      |  |  |  |
| |                                                 |  |  |  |  |  |  |  |  |                                      |  |  |  |
| |                                                 |  |  |  |  |  |  |  |  |                                      |  |  |  |
| |                                                 |  |  |  |  |  |  |  |  |                                      |  |  |  |
| |                                                 |  |  |  |  |  |  |  |  |                                      |  |  |  |
| |                                                 |  |  |  |  |  |  |  |  |                                      |  |  |  |
| |                                                 |  |  |  |  |  |  |  |  |                                      |  |  |  |
| |                                                 |  |  |  |  |  |  |  |  |                                      |  |  |  |
| | 1. Vua Borommatrailokkanat của Ayutthaya        |  |  |  |  |  |  |  |  |                                      |  |  |  |
| |                                                 |  |  |  |  |  |  |  |  |                                      |  |  |  |
| |                                                 |  |  |  |  |  |  |  |  |                                      |  |  |  |
| |                                                 |  |  |  |  |  |  |  |  |                                      |  |  |  |
| | 12. (=10.) VuaMaha Thammaracha I của Sukhothai  |  |  |  |  |  |  |  |  |                                      |  |  |  |
| |                                                 |  |  |  |  |  |  |  |  |                                      |  |  |  |
| |                                                 |  |  |  |  |  |  |  |  |                                      |  |  |  |
| |                                                 |  |  |  |  |  |  |  |  |                                      |  |  |  |
| | 6. Vua Maha Thammaracha II của Sukhothai        |  |  |  |  |  |  |  |  |                                      |  |  |  |
| |                                                 |  |  |  |  |  |  |  |  |                                      |  |  |  |
| |                                                 |  |  |  |  |  |  |  |  |                                      |  |  |  |
| |                                                 |  |  |  |  |  |  |  |  |                                      |  |  |  |
| | 13. Si Thammaratchamada                         |  |  |  |  |  |  |  |  |                                      |  |  |  |
| |                                                 |  |  |  |  |  |  |  |  |                                      |  |  |  |
| |                                                 |  |  |  |  |  |  |  |  |                                      |  |  |  |
| |                                                 |  |  |  |  |  |  |  |  |                                      |  |  |  |
| |                                                 |  |  |  |  |  |  |  |  |                                      |  |  |  |
| |                                                 |  |  |  |  |  |  |  |  |                                      |  |  |  |
| |                                                 |  |  |  |  |  |  |  |  |                                      |  |  |  |